# ИК-3 Харп
ФКУ ИК-3 УФСИН России по Ямало-Ненецкому автономному округу (известная также как Колония ОГ 98/3, «Полярный волк» или «Ямская тройка») — мужская исправительная колония особого режима для осужденных при особо опасном рецидиве, расположенная в посёлке Харп городского округа Лабытнанги в Ямало-Ненецком автономном округе.
Это одно из самых северных мест заключения в России; оно расположено за Полярным кругом, в условиях вечной мерзлоты. Лимит наполнения составляет 1085 человек (участки колонии-поселения — 35 мест, ЕПКТ — 50 мест). Заключённые заняты изготовлением тротуарной плитки, дроблением камней для укладки площадей и других видах работ.
Согласно Совету Европейского союза, колония известна пытками и насилием над заключёнными. В 2024 году в колонии умер российский оппозиционный  политик Алексей Навальный.

## История

### СССР
Колония основана 21 августа 1961 года на базе бывшего лагерного подразделения 501-й стройки ГУЛАГа. В 1964 году построены первые жилые корпуса для осуждённых, здания медицинской части, котельной, бани, прачечной, общежития участка колонии-поселения, здания центрального КПП.
В период с 1966 года по июль 1970 года осуждённые работали на карьерах, грузили ПГС под отсыпку железнодорожного полотна. В 1964 году в посёлке было построено первое капитальное здание, в 1966 году — столовая, затем были построены корпуса, здание штаба и пожарное депо.
Первую партию осуждённых особо опасных рецидивистов в колонию привезли в 1967 году. В 1971 году построены склады, ледник, гаражи для техники учреждения.
С 1985 года активно развивается собственное производство ИК-3.

### Российская Федерация
В 1998 году в соответствии с Указом Президента Российской Федерации № 904 началось реформирование уголовно-исполнительной системы, и учреждение перешло из Министерства внутренних дел в подчинение Министерству юстиции.
В 1999 году открыт храм Сергия Радонежского, выстроенный силами самих осуждённых.
В 1999 году учреждение перешло в непосредственное подчинение Управлению исполнения наказаний по Ямало-Ненецкому автономному округу и переименовано из «ЯЦ-34/3» в «Учреждение ОГ-98/3».
В 2002 году в учреждении создан участок для осуждённых общего режима.
В 2004 году учреждение вновь переименовано в ФГУ «ИК-3 УФСИН России по ЯНАО». При ФГУ ИК-3 было открыто единое помещение камерного типа. С июня 2008 года учреждение имеет новое название — ФБУ «ИК-3 УФСИН России по ЯНАО». Содержащиеся в нём осуждённые были заняты на работах по изготовлению изделий МЗП.
11 июля 2006 года в колонии создан участок строгого режима в переоборудованных жилых корпусах № 4, № 5 и № 6. 23 ноября 2006 года в учреждении создан участок колонии-поселения, а 8 октября 2010 года — участки общего и строгого режима ликвидированы, и осуждённые этих участков направлены для отбывания наказания в другие регионы.
В настоящее время лимит наполнения учреждения установлен приказом ФСИН России № 526 от 15 июня 2015 года.

## Известные заключённые
- Платон Лебедев отбыл в ИК-3 часть своего 8-летнего срока по делу ЮКОСа[6].
- Алексей Навальный был в заключении в ИК-3 с декабря 2023 года[7]. Умер в ней при неизвестных обстоятельствах 16 февраля 2024 года[8].

## Санкции
22 марта 2024 года, в связи со смертью Алексея Навального при неизвестных обстоятельствах, ИК-3 включена в санкционный список стран Евросоюза. В решении отмечается, что колония «известна физическим и психологическим давлением, полной изоляцией, пытками и насилием над заключёнными». Также под санкции попал начальник колонии Калинин, отмечалось, что условия содержания Навального в колонии ИК-3 включали физическое насилие, в том числе пытки, лишение тёплой воды и одежды в зимнее время, медицинской помощи и еды. Ранее, 21 февраля 2024 года, аналогичные санкции ввела Великобритания.